# Hebden Bridge
Hebden Bridge este un oraș în comitatul West Yorkshire, regiunea Yorkshire and the Humber, Anglia. Orașul aparține districtului metropolitan Calderdale. 